# Elegiac Sonnets (cykl Charlotte Turner Smith)
Elegiac Sonnets – cykl liryczny osiemnastowiecznej angielskiej poetki Charlotte Turner Smith (1749–1806), napisany w 1783 podczas jej pobytu wraz z mężem i dziećmi w więzieniu za długi. Poetka wydała zbiorek własnym nakładem. Cykl był niezwykle popularny. W 1789 ukazało się piąte, poszerzone wydanie. William Wordsworth uważał Charlotte Turner Smith za jedną z prekursorek romantyzmu.